# Scotogramma
Scotogramma là một chi bướm đêm thuộc họ Noctuidae.

## Loài
- Scotogramma addenda Barnes & Benjamin, 1924
- Scotogramma deffessa (Grote, 1880) (alternative spelling Scotogramma defessa)
- Scotogramma densa Smith, 1893
- Scotogramma fervida Barnes & McDunnough, 1912
- Scotogramma fieldi Barnes & Benjamin, 1926
- Scotogramma gatei (Smith, 1910)
- Scotogramma harnardi Barnes & Benjamin, 1924
- Scotogramma hirsuta McDunnough, 1938
- Scotogramma inconcinna Smith, 1888
- Scotogramma megaera Smith, 1899
- Scotogramma mendosica Hampson, 1905
- Scotogramma orida (Smith, 1903)
- Scotogramma ptilodonta (Grote, 1883)
- Scotogramma stretchii H. Edwards, 1887
- Scotogramma submarina (Grote, 1883)
- Scotogramma yakima (Smith, 1900)